# Adjim Danngar
Adjim Danngar est un scénariste et dessinateur de bande dessinée né en 1982 à Sarh, au Tchad. Depuis 2004, il vit et travaille en France, à Paris.

## Biographie
À l'âge de 17 ans, Adjim Danngar rejoint L’atelier Bulles du Chari (ABC), une organisation située à N’Djaména, qui se concentre sur la formation professionnelle et la mise en valeur des talents de dessinateurs et réalisateurs de bandes dessinées,. Ses premières créations sont présentées dans Rafigui, une publication éducative destinée aux jeunes tchadiens, avant qu'il ne commence à contribuer au contenu de l'hebdomadaire satirique français Le Miroir. 
Depuis 2005, Adjim Danngar est présent lors d'expositions et de festivals en Afrique et en Europe, notamment au Festival d’Angoulême, au Festival de la bande dessinée engagée de Cholet, au FIBDA en Algérie et à Bulles d’encre à Conakry. Il participe également chaque année aux Rencontres Internationales du Dessin de Presse au Mémorial de Caen et au festival Africajarc à Salvagnac-Cajarc, en France.
Il a aussi contribué à plusieurs recueils collectifs tels que « Thembi et Jetje, tisseuses de l’arc-en-ciel » en 2011 et « Sommets d’Afrique » en 2013, édités chez L’Harmattan BD, ainsi que « I have a dream : un nouveau monde se dessine » publié chez Steinkis en 2013.
Depuis 2015, Adjim Danngar fait partie du conseil d'administration de l'association United Sketches établie à Caen, France, une organisation internationale qui promeut la liberté d'expression à l'échelle mondiale.

## Publications

### Albums
- Mamie Denis, évadée de la maison de retraite, scénario Christophe Edimo, l’Harmattan BD, 2017[11].
- Mémoire et voyages, illustrations en papier découpé des récits et contes de Gilbert Massala, éd. Wa’Wa, 2018[12].

### Albums collectifs
- Dessins de presse publiés dans le recueil italien Mafia cartoon, 2007.
- Une journée dans la vie d’un Africain d’Afrique, album collectif autoédition de L’Afrique Dessinée, 2007.
- New arrivals, avec The plague of Kings (projet Approdi sur l’immigration en Europe de l’Est), 2007.
- La Bande dessinée conte l’Afrique, éd. Dalimen, 2009.
- L’Almanach du dessin de presse et de la caricature, éd. Pat à Pan, 2010-2011.
- Thembi et Jetje, tisseuses de l’arc-en-ciel, album collectif, L’Harmattan BD, 2011.
- Au paradis pas de sucre, in Dégage ! Le temps des révolutions, Fetjaine (La Martinière), 2011.
- Dessins de presse dans I have a dream, un nouveau monde se dessine, éd. Steinkis, 2013.
- Sommets d’Afrique, L’Harmattan BD, 2013.

### Fanzines
- Waka waka, imprimé et vendu au Cameroun Nos.3, 4 et 6, 2012.

### Dessins de presse
- Journaux Rafigui et Le Miroir à N’Djamena, 2002-2004.
- L’œil de l’exilé, le site web de la Maison des Journalistes de Paris (MDJ) 2006.
- Site de France Info, Télérama, TV5 Monde, 2008.
- Une de la lettre bimestrielle de France Terre d’Asile, l’observatoire de l’intégration des réfugiés, 2008-2014.
- Ouest-France, 2016.
- Une de Libération, 2017.